# Megachile spissula
Megachile spissula är en biart som beskrevs av Cockerell 1911. Megachile spissula ingår i släktet tapetserarbin, och familjen buksamlarbin. Inga underarter finns listade i Catalogue of Life.